# Cantó de Le Havre-6
El cantó de Le Havre-6 és un cantó francès del departament del Sena Marítim, situat al districte de Le Havre. Abasta un municipi sencer i part del de Le Havre.

## Municipis
- Le Havre (part)
- Sainte-Adresse

## Història
| Data d'elecció                           | Identitat         | Partit                     | Qualitat |
| ---------------------------------------- | ----------------- | -------------------------- | -------- |
| 1964-1976                                | Jean Duval        | UDR, després divers droite |          |
| 1976-1982                                | Maurice Schlewitz | PCF                        |          |
| 1982-1994                                | Antoine Lagarde   | UDF                        |          |
| 1994-2001                                | Patrice Gélard    | RPR                        |          |
| 2001-                                    | Brigitte Dufour   | RPR, després UMP           |          |
| les dades anteriors no són pas conegudes |                   |                            |          |
|                                          |                   |                            |          |